# Joseph McCarthy
Joseph Raymond "Joe" McCarthy (14 tháng 11 năm 1908 - 2 tháng 5 năm 1957) là một chính trị gia người Mỹ, thượng nghị sĩ Đảng Cộng hòa bang Wisconsin từ 1947 cho đến khi qua đời năm 1957. Từ 1950, McCarthy đã trở thành gương mặt công chúng tiêu biểu nhất ở giai đoạn mà những căng thẳng của chiến tranh Lạnh càng khiến gia tăng nỗi sợ về sức ảnh hưởng ngày càng lớn của chủ nghĩa Cộng sản. Ông nổi tiếng vì đã những lời tuyên bố rằng đang có khá đông người Cộng sản và các điệp viên Xô Viết cũng như những người có cảm tình với Liên Xô bên trong chính quyền Liên bang Mỹ và những nơi khác. Rốt cuộc, thượng viện Hoa Kỳ đã chỉ trích những sách lược của ông cũng như sự bất lực của ông trong việc chứng minh những tuyên bố của mình.
Thuật ngữ Chủ nghĩa McCarthy ra đời năm 1950 liên quan đến chủ trương của McCarthy đã sớm được áp dụng cho những hoạt động chống cộng. Ngày nay, thuật ngữ này được dùng theo nghĩa rộng hơn liên quan đến những lời buộc tội mị dân, thiếu suy nghĩ và vô căn cứ, cũng như công kích công khai nhằm vào tính cách hoặc lòng yêu nước của các đối thủ chính trị.
Sinh ra và lớn lên tại một nông trang bang Wisnconsin, McCarthy đã nhận tấm bằng ngành luật tại đại học Marquette năm 1935 và được bầu vào thẩm phán tòa đại hình lưu động Wisconsin năm 1939, là người trẻ nhất giữ chức vụ này trong lịch sử bang Ở tuổi 33, McCarthy tình nguyện gia nhập thủy quân lục chiến Hoa Kỳ và phục vụ trong suốt thế chiến thứ II. Ông đã chạy đua thành công vào thượng viện Mỹ năm 1946, đánh bại Robert M. La Follette, Jr. Sau 3 năm gần như kín tiếng ở thượng viện, danh tiếng McCarthy nổi lên nhanh chóng khắp nước khi vào tháng 2 năm 1950 ông đã xác nhận bằng lời rằng ông có một danh sách "các thành viên Đảng Cộng sản và các thành viên trong mạng lưới gián điệp" đang làm việc trong bộ Ngoại giao Hoa Kỳ. McCarthy chưa bao giờ có thể chứng minh những lời cáo buộc gây xôn xao dư luận của ông.
Vào giai đoạn thành công của sự nghiệp, McCarthy đã có thêm những cáo buộc về việc Cộng sản thâm nhập vào Bộ Ngoại giao, chính quyền Tổng thống Harry S. Truman, đài tiếng nói Hoa Kỳ và quân đội Mỹ. Ông cũng sử dụng những cáo buộc liên quan đến chủ nghĩa cộng sản, thái độ thân cộng và sự phản bội tổ quốc để công kích nhiều chính trị gia và các cá nhân khác cả trong và ngoài chính phủ. Những phiên điều trần công khai giữa McCarthy và quân đội năm 1954 đã khiến cho ông bị giảm dần sự ủng hộ cũng như danh tiếng. Vào 2 tháng 12 năm 1954, thượng viện đã tổ chức bỏ phiếu khiển trách thượng nghị sĩ McCarthy với tỉ lệ phiếu chỉ trích ông 67-22, khiến McCarthy trở thành một trong số ít những thượng nghị sĩ bị kỉ luật thời đó. Ông qua đời tại bệnh viện hải quân Bethesda vào 2 tháng 5 năm 1957, thọ 48 tuổi. Nguyên nhân cái chết được công bố chính thức là do viêm gan cấp tính, rất có thể do chứng nghiện rượu của ông gây ra.